# Studzionki (rejon nieświeski)
Studzionki, Studzienki (biał. Студзёнкі; ros. Студёнки) – wieś na Białorusi, w obwodzie mińskim, w rejonie nieświeskim, w sielsowiecie Horodziej.
W miejscowości znajduje się tzw. Kamień Mickiewicza.

## Historia
W XIX i w początkach XX w. dwie wsie i folwark położone w Rosji, w guberni mińskiej, w powiecie nowogródzkim, w gminie Horodziej. Należały m.in. do Radziwiłłowów.
W dwudziestoleciu międzywojennym leżały w Polsce, w województwie nowogródzkim, w powiecie nieświeskim, w gminie Horodziej. W 1921 miejscowość liczyła 468 mieszkańców, zamieszkałych w 85 budynkach, w tym 455 Białorusinów, 11 Polaków i 2 osoby innej narodowości. 459 mieszkańców było wyznania prawosławnego i 9 rzymskokatolickiego.
Po II wojnie światowej w granicach Związku Sowieckiego. Od 1991 w niepodległej Białorusi.